# Курт Віммер
Курт Віммер (1964) — американський сценарист, кінопродюсер та режисер.

## Біографія
Віммер навчався в університеті Південної Флориди і закінчив його, отримавши ступінь бакалавра з історії мистецтва. Після цього він переїжджає до Лос-Анджелеса, де протягом 12 років працює сценаристом, а опісля створює свій перший фільм на посаді режисера — Еквілібріум (2002). У 2006 році він пише сценарій і знімає фільм Ультрафіолет.
Сам він створив вигаданий стиль бою ган-ката, що використовується у науково-фантастичних бойовиках «Еквілібріум» (2002) та «Ультрафіолет» (2006).

## Фільмографія
| Рік  | Назва (укр.)                 | Назва (англ.)           | Режисер | Сценарист | Продюсер   |
| ---- | ---------------------------- | ----------------------- | ------- | --------- | ---------- |
| 1992 | «Подвійні неприємності»      | Double Trouble          | Ні      | Так       | Ні         |
| 1993 | «Сусід»                      | The Neighbor            | Ні      | Так       | Ні         |
| 1994 | «Відносний страх»            | Relative Fear           | Ні      | Так       | Ні         |
| 1995 | «Один жорстокий бастард»     | One Tough Bastard       | Так     | Ні        | Ні         |
| 1998 | «Сфера»                      | Sphere                  | Ні      | Так       | Ні         |
| 1999 | «Афера Томаса Крауна»        | The Thomas Crown Affair | Ні      | Так       | Ні         |
| 2002 | «Еквілібріум»                | Equilibrium             | Так     | Так       | Ні         |
| 2003 | «Рекрут»                     | The Recruit             | Ні      | Так       | Ні         |
| 2006 | «Ультрафіолет»               | Ultraviolet             | Так     | Так       | Ні         |
| 2008 | «Королі вулиць»              | Street Kings            | Ні      | Так       | Ні         |
| 2009 | «Законослухняний громадянин» | Law Abiding Citizen     | Ні      | Так       | Так        |
| 2010 | «Солт»                       | Salt                    | Ні      | Так       | Ні         |
| 2012 | «Згадати все»                | Total Recall            | Ні      | Так       | Ні         |
| 2015 | «На гребені хвилі»           | Point Break             | Ні      | Так       | Так        |
| 2020 | «Заклинання»                 | Spell                   | Ні      | Так       | Так        |
| 2020 | «Діти кукурудзи»             | Children of the Corn    | Так     | Так       | виконавчий |
| 2021 | «Поганці»                    | The Misfits             | Ні      | Так       | Ні         |
| 2023 | «Нестримні 4»                | The Expendables 4       | Ні      | Так       | Ні         |
| 2024 | «Бджоляр»                    | The Bee Keeper          | Ні      | Так       | Так        |
| Н/Д  | «Бджоляр 2»                  | The Bee Keeper 2        | Ні      | Так       | Так        |
| Н/Д  |                              | Solara                  | Так     | Так       | Так        |